# 胡夫金字塔
又稱吉薩大金字塔，是位于埃及吉薩的三座著名金字塔中最为古老也是最大的一座，同时也是古代世界七大奇迹唯一尚存的建築物。
根據一間墓室牆上關於工頭和埃及第四王朝胡夫法老的記號，埃及学家们认为这座金字塔是他的陵墓。金字塔的建造大约持续了10至20年，并于公元前2560年完成（距今约四千五百年）。原高146.59（480.9英尺），底邊長230.37（755.8英尺），在其建成后的3800多年中一直是世界上最高的建筑物。最初，金字塔表面包有一层光滑的外包石块；而现在金字塔呈现的则是石块下的核心结构，金字塔基座现在仍有外包石块的残留。金字塔的建造方式有着很多不同的解释以及假说，最广泛接受的假说认为金字塔的修建是通过用人力将巨石从采石场开掘出来，将其提升安放到预定位置这种方式进行的。
金字塔内部现在已知有三个墓室，最下面的一个是直接在金字塔的基岩中开凿出来的，但是它并未完成，王后墓室和国王墓室则位于它上方的金字塔内部。吉萨大金字塔是目前在埃及唯一一座已知有上升和下降通道的金字塔。金字塔建筑群的主要部分包括了两座胡夫法老的祭庙（一座紧邻金字塔，而另外一座则位于尼罗河边上）、三座为胡夫法老的妻子们而建的小金字塔、一座更小一点的“卫星”金字塔、一条高于地面连接两座祭庙的甬道和围绕金字塔为贵族修建的马斯塔巴墓。2017年，“扫描金字塔”项目团队在埃及胡夫金字塔内发现一个“巨大的神秘空间”，成像技术显示该空间为一大型中空结构，但由于没有入口，因此无法确定其具体功用。2023年3月2日，埃及旅游和文物部宣布，在位于2017年发现的中空结构上方发现了一条长9米、宽2.1米的新通道。

## 历史和简介
现在一般认为金字塔是作为埃及第四王朝法老古夫的陵墓而修建的，修建时间持续了20年左右。一些人认为古夫的維齊爾赫米乌努是金字塔的建筑师。金字塔在建成时高达280埃及肘（146.5米），但是侵蚀作用和在顶端的小金字塔（pyramidion）缺失的情况下其现高为138.8米。每边边长为440肘（230.4米）。金字塔大约重590万吨。体积在包括内部矸石堆的情况下大约为235萬2千立方公尺。根据这些估算，在20年的时间内建造这个建筑物需要每天安装800吨的石材。同样，因为总共使用了大约230万块巨石，在20年内完成建造需要每小时将12块巨石安装到位，日夜不休。埃及学家弗林德斯·皮特里于1880至1882年对金字塔进行了第一次精确的测量，并以金字塔和吉萨的神庙（The Pyramids and Temples of Gizeh）为题进行了发表。几乎所有的报告都是基于他对金字塔进行的测量。大部分包在金字塔外部的石壁和内部墓室的石材都被高度精确地组合在一起。根据对于东北方外包石块的测量，石块与石块之间空隙的平均值仅为0.5厘米。

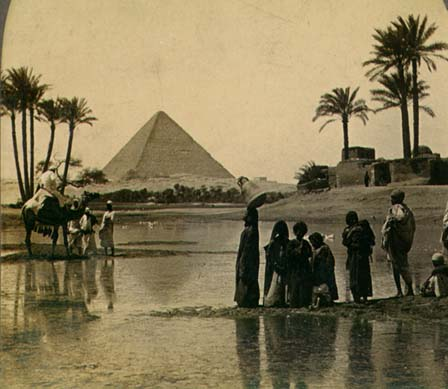
19世纪立体感幻灯机用照片卡中的胡夫金字塔

金字塔在其建造完成之后的3800多年里一直是世界上最高的建筑物，直到被完成于1300年林肯座堂的尖塔（160米）所超过。金字塔的建造工艺非常精确，以至于基部四边边长误差的均值只有58毫米。金字塔的地基离水平基准只差了±15毫米。金字塔正方形的地基与基于正北（不是地磁北极）的方位基点极为接近（误差小于四弧分），而正方形地基的偏心误差仅为12弧秒。根据皮特里的调查和一些后来进行的研究，完整的设计尺寸大约为高280肘，底边长440肘。周长和高的比例是1760/280，离2π只有小于0.05%的差距（类似于现在众所周知的圆周率近似值22/7）。
一些古埃及学家们认为这是在设计中刻意均衡的结果。Verner写到“我们能够认为古埃及人并没有准确的定义圆周率值，但是实际上他们在生活中已经用到它了”。《金字塔和吉萨的神庙》（The Pyramids and Temples of Gizeh）的作者皮特里总结道“这些面积的联系以及周径如此的系统化，以至于我们应该承认他们在设计师的设计中就用到了”。还有一些人认为古埃及人并没有关于圆周率的概念因此不会将其用于建筑物中。他们认为观测到的金字塔斜率也许只是基于基本Seked而作出的角度选择而已，并不重视建成建筑物的总尺寸和比例。

## 建造材料
大部分人认为古夫金字塔大概是由附近的采石场运来的230万块石灰石建成的。用于包裹金字塔的图拉石灰石是通过运河运来的。在国王墓室发现的重达25到80吨的金字塔最大的花岗岩石块是由阿斯旺运来的，那里距离金字塔有800多公里远。古埃及人的岩石采集方式是将木质锲形物插入岩石中，之后在上面浇水，当木头经过水的浸泡制后会发生膨胀，而膨胀时产生的力会将岩石分离出来。当石块被切下来之后，它们会顺流或逆流通过尼罗河运往金字塔的工地。据估计，金字塔的建造大概用了550万吨石灰石，800吨从阿斯旺输入的花岗岩和50万吨的灰泥。

### 外包石块

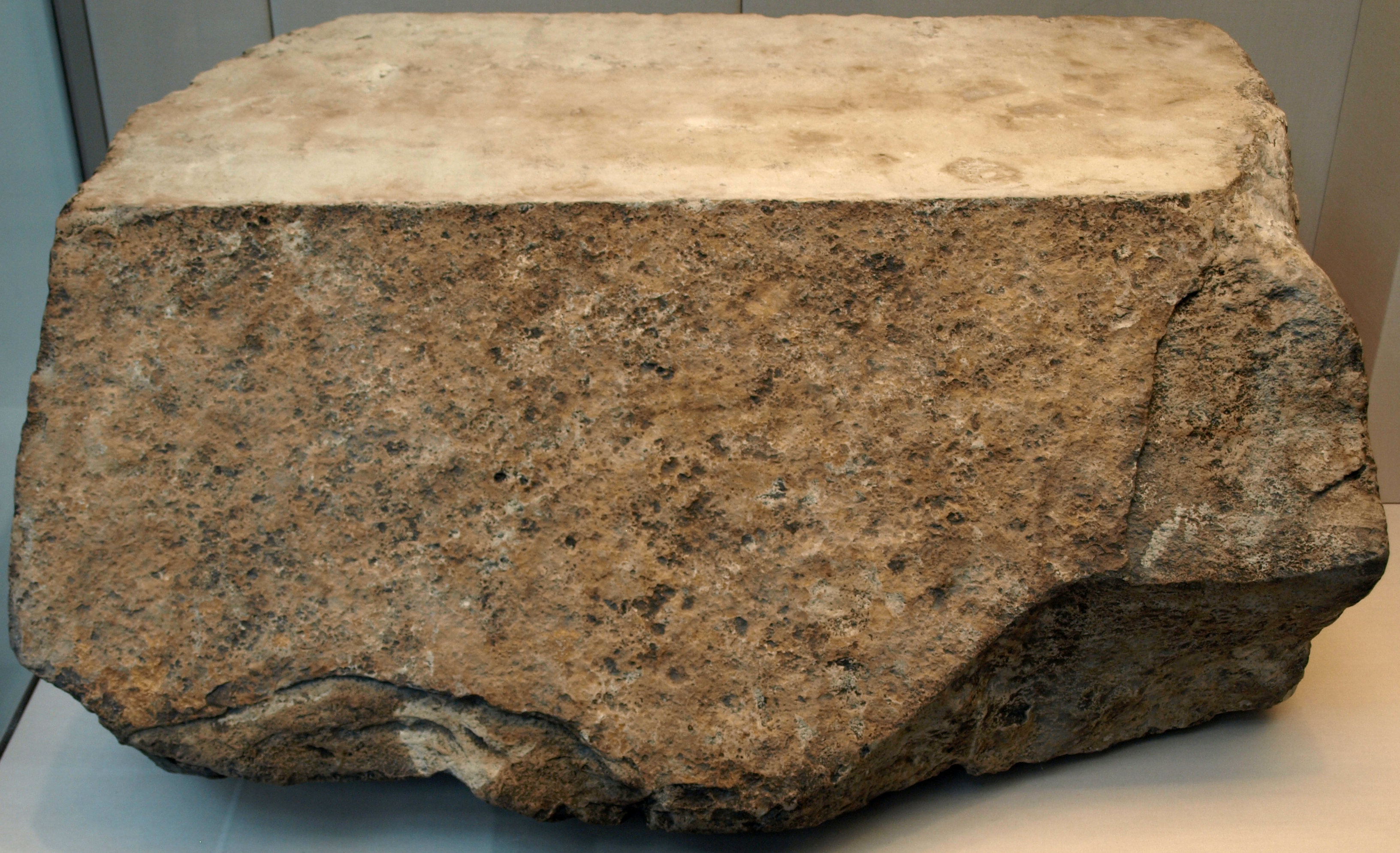
外包石块

完成后，胡夫金字塔外面会被一种四边倾斜，但上部平坦的经过打磨的白色石灰石“外包石块”包裹起来。这些石块都经过仔细的切割以使表面的倾斜度达到seked单位{\displaystyle 5,5}掌（palms）这一尺寸。而现在所能看到的只是金字塔表层下阶梯式的核心结构。在公元1300年一次强烈的地震震松了大部分表层的外包石块，而之后，这些石块于1356年被巴赫里王朝的苏丹巴德尔丁·哈桑运走以建造位于附近开罗的清真寺和堡垒。至今仍能够从这些建筑物上发现外包石块的遗留。稍后，一些探险家提到了金字塔底部的一些从塔上因为外包石块持续不断的崩溃而掉下来的大型碎石。而这些碎石在对金字塔持续不断的挖掘中被清理走了。
但是，现在仍然能在胡夫金字塔底座部分发现一些位于金字塔外包层底部的石块保存在原位，这些石头展示了几个世纪以来被记录的精密度以及工艺。弗林德斯·皮特里（Flinders Petrie）发现包裹层和它下面的核心层有着193厘米±25厘米的朝向差异。他认为工匠们在核心结构完成之后，发现朝向弄错了，于是当他们建造包裹层时纠正了这一错误。皮特里在提到外包石块的精确度时将其形容成“和现代光学仪器制造者们相当，但却有几英亩大的杰作”，以及“将这些石头以这种方式精确地组合起来是非常细致的工作；但是用接合剂将它们连接得如此牢固几乎不可能”。有人认为在有能让泥瓦匠讲石块细致的安装好的水平床的情况下，灰泥（皮特里所提到的接合剂）能让这样工作成为现实。

### 建造法

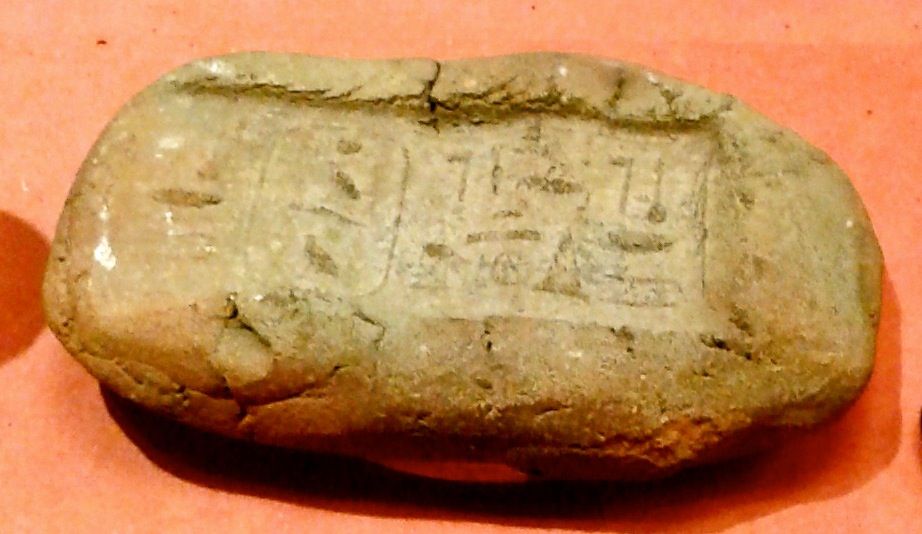
在胡夫金字塔发现的印有胡夫名字的黏土封印，罗浮宫。

关于胡夫金字塔的建造方法有着许多不同且相互矛盾的假说。许多人对石块是被提起，升起还是滚动到预定位置持不同的看法。希腊人认为金字塔是奴隶们建造的，但是现代位于附近金字塔工人们居住区的考古发现证实金字塔是由数以万计熟练的工人们建造的。Verner认为工人们被分到一个体系中，这个体系有两组，每组10万人，而这又被分为五个宗族，每族2万人。除此之外，这些人还可能根据他们的技能进一步划分。
金字塔建造的谜团之一是它的建造规划。约翰罗默（John Romer）胡夫金字塔的修建方法与其他金字塔的修建方法一样，工人们在地上就部分建造计划按照金字塔的大小1比1画样定线。他写道“像这样的工程图解能将金字塔的体系结构以其他方法不能达到的精确度展现出来。”他同时提出金字塔的建造时间持续了14年。
与马克莱纳（Mark Lehner）和其他的古埃及学家联合进行的一个现代工程管理的研究估计金字塔的建造平均使用了14567名工人，最高时期用了40000人。在没有使用滑轮，轮子或者铁器的情况下，他们使用关键路径的方法于大约10年内建成了胡夫金字塔。

## 内部结构

內部剖面
1.入口 2.盜墓者挖的隧道 3.上升通道口 4.下降通道口 5.半完成的地下室 6.上升通道口 7.皇后房 8.水平通道 9.大走廊 10.國王房 11.中央房 12.離開口

金字塔原本的入口离地面17米，位于离金字塔中轴线以东7.29米的地方。进入了这个入口之后是一条高0.96米，宽1.04米，斜率为26° 31'23"的下降通道。首先穿过金字塔的石制部分，接着达到金字塔下的岩床。在离入口105.23米处，通道由倾斜变为水平，再过8.84米，就到了未完成的地下墓室。在地下墓室的南墙处还有一小段水平的通道；除此之外，地下墓室的地上还有一个挖成的小坑。有些古埃及学家认为这个地下墓室原本是作为法老的埋葬处而建造的，但是后来胡夫法老改变了主意，决定被葬在上面的金字塔内部。
在离通道入口28.2米处，下降通道的天花板上有一个正方形的孔。这个孔原本被一块石板隐藏起来，它的后面则是上升通道。上升通道长39.3米，并和下降通道有着一样的宽度和倾斜率。上升通道的末端被三座巨大的花岗岩关起来，每块达1.5米长。在大走廊的起始处的右方有一个刻入墙壁的孔（现已被细铁丝网围上）。这个孔是一个垂直管状通道的起始处，它以一种不规律的形状穿过金字塔的石制部分，另一头连接着下降通道。在大走廊起始处还有一条水平的走廊通向“王后墓室”。这条通道的大部分高1.1米，但在墓室附近的地面上有一级阶梯，而阶梯之后的部分高1.73米。

### 王后墓室
王后墓室位于金字塔北面和南面的正中间，南北长5.75米，东西宽5.23米，高大约6.23米。在墓室的东部有一个高4.67米的壁龛。壁龛原高1.04米，但后来被盗墓者凿深了。
在王后墓室的南墙和北墙上有竖井，这些竖井不像法老墓室的那样直接倾斜向上。在起始处大约2米的竖井是水平的，而之后才开始向上倾斜。这平行的竖井是于1872年一位英国工程师Waynman Dixon发现他认为在法老墓室一定也有类似的竖井。而他的这一猜想后来被证明是正确的。但因为竖井并不通到金字塔的外面或王后墓室，当年古埃及人们修建竖井的用途现已不得而知。在其中一个竖井的尽头Dixon发现了一个闪长岩做的圆球和一个不明用途的铜制工具。现在这两个物体存放于大英博物馆。
1992年，一位德国工程师Rudolf Gantenbrink使用一个自制的可变履带式移动机器人（Upuaut2号）对王后墓室的竖井进行了探索。在前进了65米之后，他发现有一个竖井被石灰岩制成的有两个被损坏的铜“把手”的“门”给挡住了。几年后，2002年，国家地理学会制造了一个小型机器人并在南方的门上钻了一个小孔，但在这道门之后却发现了一个更大的门。因弯道而难以通过的北方的竖井，也在里面发现了一道挡路的门。
对于竖井的研究在2011年得以继续（Djedi 计划）。在发现国家地理协会的问题在于机器人所携带的鏡頭只能录得前方的影像之后，他们决定采用使用纤维光学原理制成的“微型蛇形相机”以观察角落部分。利用这个机器人，他们穿透了北竖井的第一扇门并对它后面的小室进行了全面的观察。在那里，他们发现了用红色颜料写成的象形文字。同时也仔细检查了门上两个铜制“把手”的内部，并认为它们只是装饰用的。此外，他们还发现“门”的另一边也打磨完成。而这表明“门”并不仅仅是将竖井于瓦砾相隔开来，而是有着另外一个明确的用途。

### 主墓道

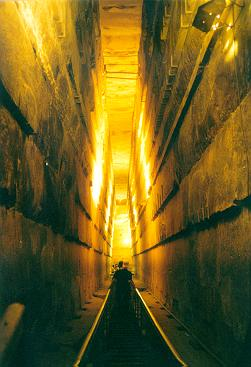
胡夫金字塔中的大走廊

主墓道和上升通道的斜率一样，但高8.6米，长46.68米。在底部宽2.06米。从2.29米处开始，两侧墙上的石头每级向内侧叠涩7.6厘米，总共有7级。大走廊顶部仅宽1.04米，顶部是由厚石板铺成的，角度比地板的斜率稍大一点，因此，顶部的每一块石头都能像棘轮一样切合在一起。这样建造的目的是让走廊两边的墙面来支撑上面的石块，而不是让下面的石块来支撑它。如果不这样做的话可能会导致大走廊的下部分受到不能承受的重压。
在主墓道的底端右方的天花板处有一个孔，它里面是一条通往最低处减压室的短通道。而其他的减压室则是由用爆炸性火药向上挖掘通道的李察·威廉·哈沃德·威瑟和約翰·謝·帕林于1837/8年发现的。
主墓道的两边都有一级宽51厘米的阶梯，中间是一条1.04米宽的坡道。在阶梯上共有54个插槽，每边27个，而墙上也有对应的平行插槽。这些与阶梯上的插槽组成了一个十字形，而这些插槽的目的现已不为人知。这些插槽和位于走廊中间和上升通道一样宽的沟引出了一种猜测：石块曾被储存在大走廊中，而阶梯上的插槽可能用来放置木质横梁来防止这些石头顺着通道滑下去。这个理论也导致了一个提议：也许一开始大走廊有多于三个用于阻挡的石块，而这些石块填满了大走廊。
在主墓道的末端有一个阶梯，之后是约宽1.02米，高1.02米的水平走廊。走廊中有4个插槽，其中三个可能是用来放置花岗岩制的吊闸。Petrie在下降通道发现的花岗岩碎片可能就来自这些现已不存的门。

### 法老墓室
法老墓室东西宽10.47米，南北长5.234米。它有着一个离地板5.974米的平坦屋顶。离地面0.91米处的南墙和北墙有两个窄竖井（有一个现已放置了用于保持金字塔内部空气流通的排风扇）。这两个竖井的修建目的不明：它们看上去朝向星辰或南方与北方的天空，其中有一个修建得很弯曲。这表明当时的设计者并不想能透过它们看到星辰。很久以来，古埃及学家们认为他们是保持空气流通的“通风井”，但现在这一看法已经被大部分人抛弃了。现在一般认为这两个竖井在法老的灵魂升上天国时起仪式性的作用。
法老墓室整体由花岗岩制成。天花板上有五个由9片巨型石板组成的减压室。最下面的四个和法老墓室一样有平坦的天花板，而这些天花板是由位于它们上面减压室的地板组成的。最上面的减压室有一个尖的天花板。当发现他能够把一根长芦苇从第一个减压室天花板上的裂纹中插入进去的时候，Vyse怀疑可能还有位于第一个减压室上方的减压室的存在。从下往上，这些减压室分别被称为戴维森室（Davison’s Chamber）和威灵顿室（Wellington’s Chamber）、纳尔逊室（Nelson’s Chamber）、阿巴思诺特室（Lady Arbuthnot’s Chamber）、坎贝尔室（Campbell’s Chamber）。这些减压室是用来保护国王墓室免于遭受因位于上方的石块重量太大而导致天花板倒塌而建造的。因为这些减压室位于隐藏起来看不到的部分，用来构成石头都没有经过仔细加工，有一些石头上面还存有工匠们做的标记。有一个石头上有着一个工作组名字的印记，而这是整个金字塔中唯一提到胡夫法老的地方。

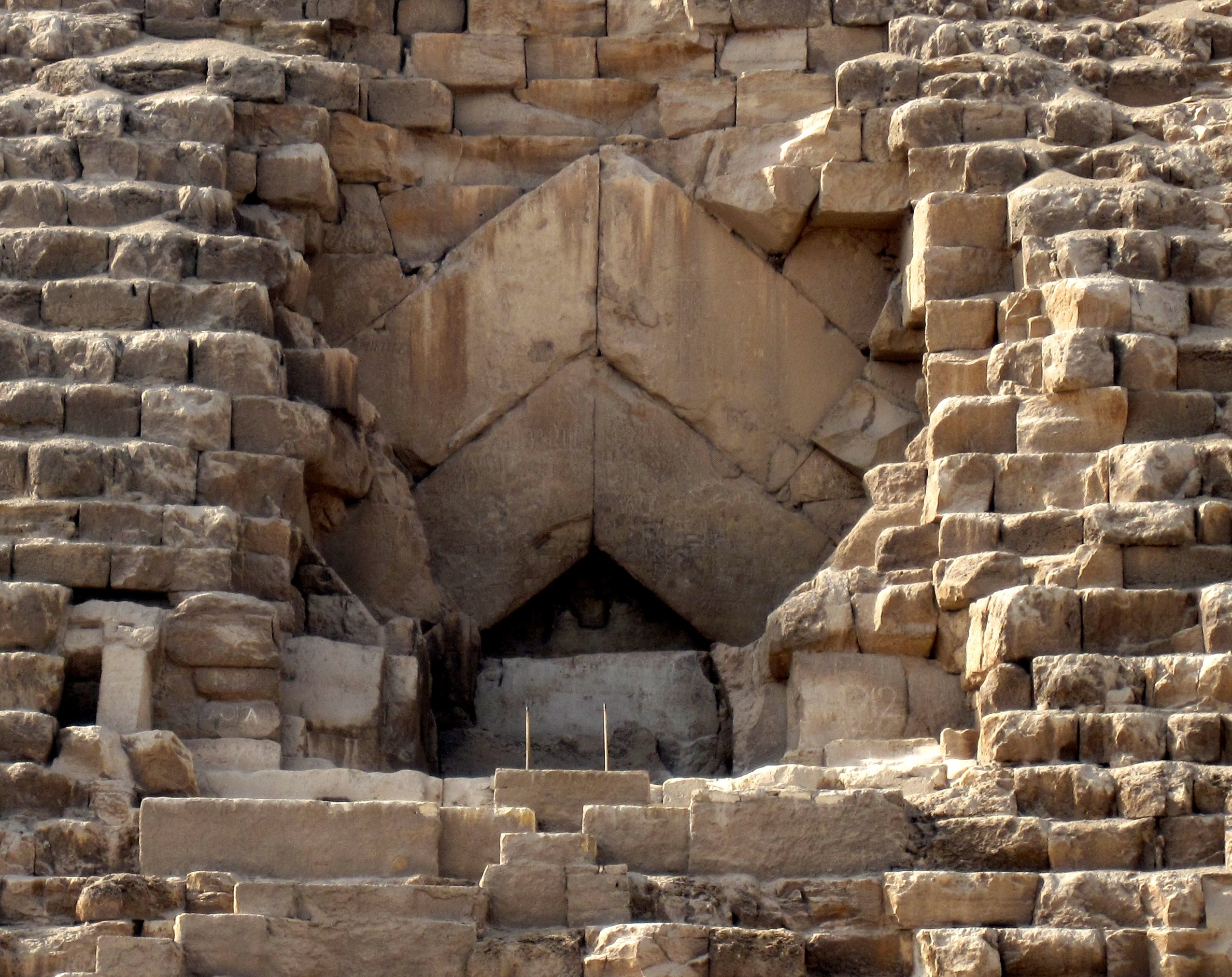
金字塔入口

法老墓室中的唯一物体是一个长方形花岗岩石棺，其中一角已损毁。这个石棺比上升通道稍微大一点，这表明石棺是在法老墓室的屋顶修建好之前被安放进来的。和经过加工的墓室墙壁不同，石棺的做工很粗糙，在一些地方还留下了制作时的记号。这和在其他同时期金字塔中发现的经过仔细加工的石棺很不一样。Petrie认为一开始准备好的石棺在阿斯旺以北的河中沉没了，于是只好用了一个匆忙赶制的替代品。

### 现代入口
现在，旅客们从哈里发阿布·阿拔斯·阿卜杜拉·马蒙·本·哈伦约于公元820年召集的工人们掘出的盗墓通道进入胡夫金字塔。这个通道在石制的金字塔中直进27米，然后突然转向左伸往上升通道的石壁。因为无法移除这些石头，工人们在通道旁边较软的石灰石中向上挖掘直到到达上升通道。在这里也能够进入下降通道，但这种行为是被禁止的。

## 金字塔建筑群

孟菲斯及其墓地金字塔地图。

胡夫金字塔被一个由一些建筑和小型金字塔组成的建筑群所包围。除了黑色玄武岩的地板之外，位于金字塔东边南北长52.2米，东西宽40米的金字塔神庙现已完全消失了。连接河边和谷庙的甬道也只有很少一部分被保存了下来。谷庙被埋在Nazlet el-Samman村下面，现在已经发现了玄武岩制的地面和石灰石制的墙，但是神庙本身还没有被发掘。已发现的玄武岩岩块表明它是被一条长4.6米，每分钟能够切38毫米的锯子切下来的。John Romer认为这一条“超级锯子”可能有铜制的锯齿且重达140公斤。他认为这样一条锯子理论上应该于一座木制栈桥相连，并使用植物油，切割砂，金刚砂或者捣碎的石英石来切割石块，切割工作至少需要12个人来进行。

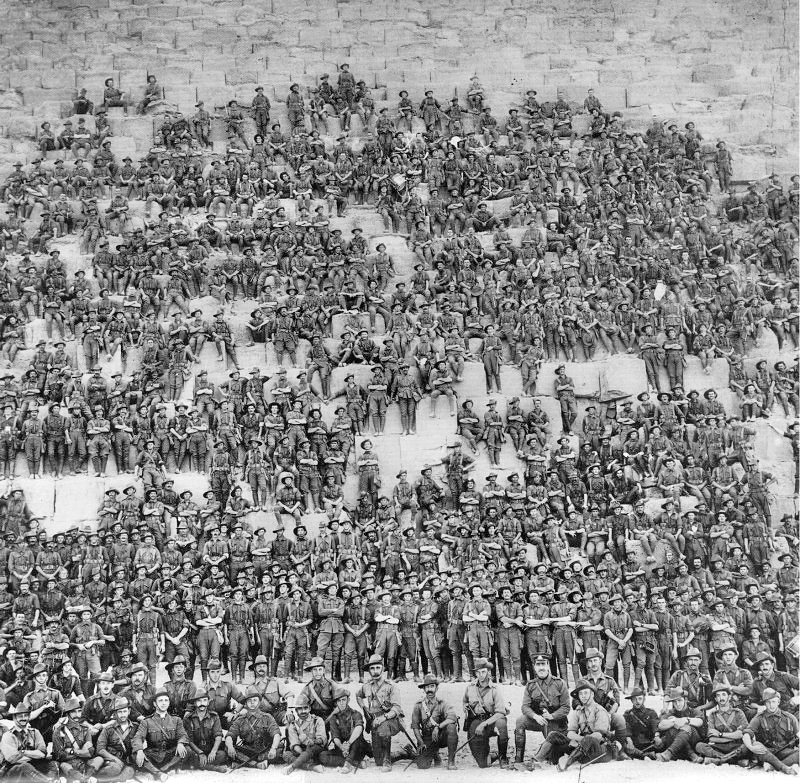
1915年在胡夫金字塔上的澳洲第11营士兵。

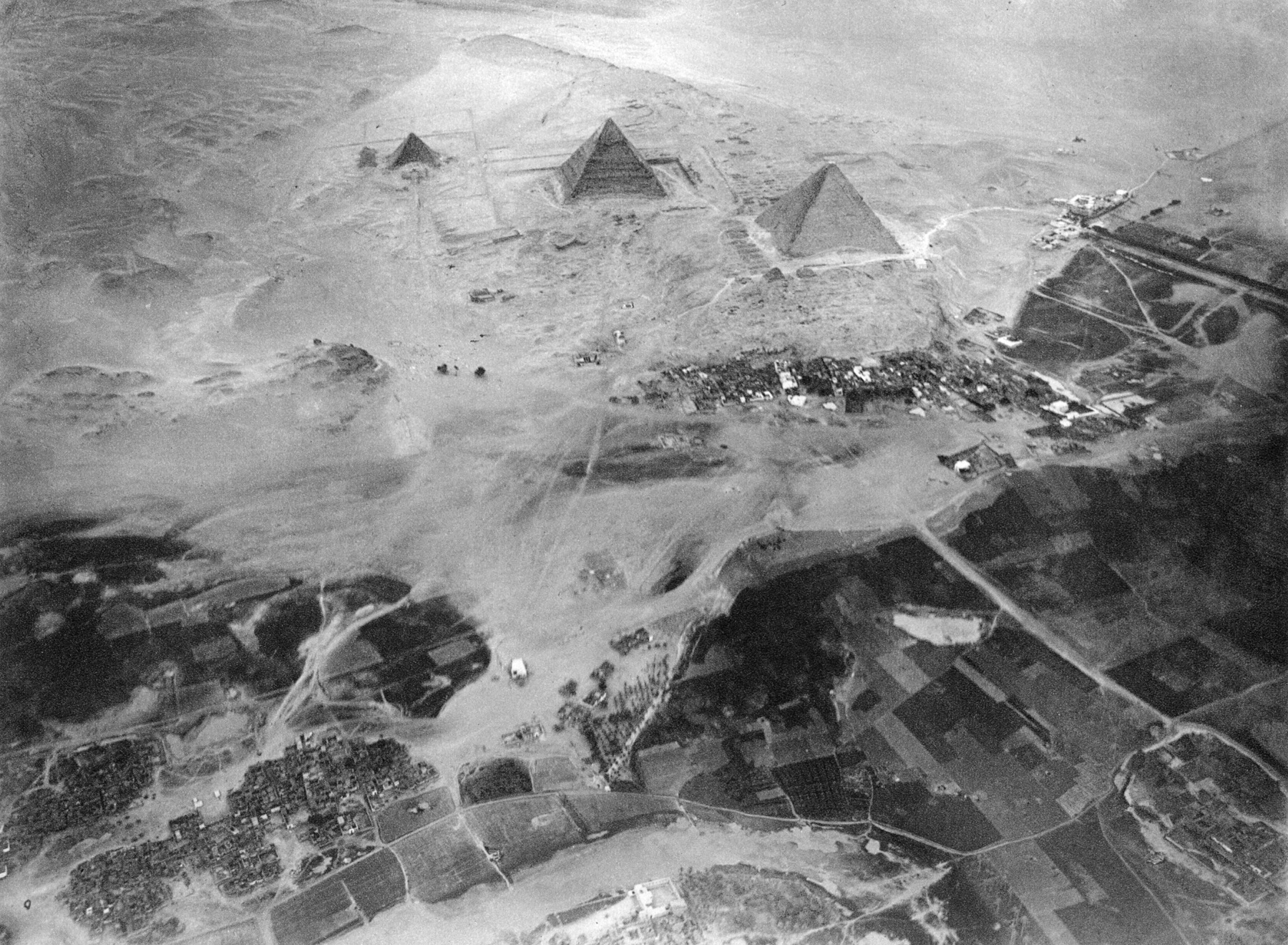
1904年11月21日从Eduard Spelterini的热气球上拍得的航拍照片

在胡夫金字塔的南边有一些附属金字塔，或称“王后金字塔”。其中有三个至今仍差不多保持了原有的高度，但是第四个被摧毁的如此彻底以至于直到最近发现了第一道石块和顶石的残留才能确认它的存在。在金字塔附近的地面下是王后海特菲莉斯一世的陵墓。她是斯尼夫鲁的姐妹和妻子，胡夫的母亲。这座墓葬是由Reisner的远征队无意中发现的，墓葬非常完整，但是被仔细密封的棺材却是空的。
位于吉萨的金字塔建筑群，包括胡夫，卡夫拉和孟卡拉的三座金字塔都被一座称为乌鸦之墙（Wall of the Crow）的用巨石砌成的墙壁包围起来。Mark Lehner在墙外发现了一个被称为“失落的城市”（The Lost City）的工匠们居住的小镇，根据陶器样式，印章的压痕和地层学，这座城市能够追溯到卡夫拉（公元前2520年-2494年）和孟卡拉（公元前2490至2472年）的统治时期。最近由Mark Lehner和他的小组在这座城市进行的发现表明它是一个蒸蒸日上的港口，而且发现还显示这座城市以及相连的有被称为“画廊”（galleries）的军营的居住区可能不是由金字塔的工人们居住的，而是由使用港口的军人和水手居住的。鉴于这点，对于金字塔的建造者们住在哪里这一问题，Lether提出了另一个可能性：他们住在用来建造金字塔的坡道上面搭建的帐篷里或者是附近的采石场处。
在20世纪70年代早期，澳大利亚考古学家Karl Kromer高原南面的一个土堆处进行了考古发掘。这个土堆中的工艺品包括了胡夫法老的软泥印章，而他同时在此发现了工匠们的居住地。胡夫法老谷庙南部的这些用软泥砖制成的房子中发现的有胡夫法老名字的封泥表明这一片是在胡夫法老去世之后用来进行祭祀的居民点。札希·哈瓦斯于1990年在乌鸦之墙南方发现了一个至少在胡夫法老统治时期到第五王朝末期使用的工人墓地。

## 太阳船
在金字塔附近有三个用來儲藏完整的船的船型坑。这些坑都很淺，上面可能曾经存在過的上层建筑已被移除或拆散了。1954年5月，埃及考古学家Kamal el-Mallakh发现了第四个坑，它呈细长方形，上面在发现时仍有重达15吨的厚石板。在里面发现了1224块木板，最长的有23米，最短的仅有10厘米。这些碎片后来委托制船师Haj Ahmed Yusuf进行组装。组装时间，包括对木片进行的保护和将弯曲的木板变直总共花了14年。
制船师将发现的木板组装成了一艘长43.6米的雪松木制的船，船上的木材由绳索束在一起。目前，这艘船存放在金字塔边一座船型有着空气调节系统的博物馆内。在建造位于发现船的坑上的博物馆的过程中发现了另外一个封印着的坑。这个坑被刻意留着没有打开，直到2011年，对这艘船的挖掘行动才开始。

## 对金字塔的劫掠

胡夫金字塔与其他金字塔形建筑物的对比

尽管之后的金字塔和胡夫金字塔比起来都比较小，金字塔的建造工作直到中王朝晚期才停止。然而，就像作家Briar和Hobbs认为的一样，在新王国时期，当位于沙漠里的皇室墓地（国王谷）的建造开始之后，“所有的金字塔都被洗劫一空”。Joyce Tyldesley认为胡夫金字塔在哈里发阿布·阿拔斯·阿卜杜拉·马蒙·本·哈伦约于公元820年进入金字塔之前已“在中王朝时期已被打开并洗劫空了”。
I. E. S. Edwards提到斯特拉波曾记述到金字塔“一边有一条上升的通道，里面有一块被放到这里可以取出的石头。此外，还有一条通往地基的通道。”Edwards认为金字塔在古王国之后就已经有人进入并遭受了洗劫，在洗劫完金字塔之后，这些人又把金字塔封上，然后过了一段时间金字塔的入口又被其他人不止一次的打开，直到斯特拉波提到的门（石头）被加在通道里。他同时还认为如果要给为什么哈里发没有找到入口作出解释的话，在这个猜测是正确的情况下，金字塔的入口后来逐渐被人们遗忘了或者是入口重新被表面的石块给覆盖住了。
他还提到了一个希罗多德曾讲述的故事。希罗多德在公元前五世纪年访问了埃及并听说金字塔下面的地下室建于有基奥普斯尸体的岛上。Edwards注释到“在希罗多德的时代，金字塔几乎可以肯定已经被打开过了，而它里面的东西也都被抢夺一空”并可能在埃及第二十六王朝修复其他纪念建筑的时候一同被修复了。他认为希罗多德听说的故事可能是两个世纪来金字塔守卫们口口相传的结果。